# ニセモノ (Friendsの曲)
「ニセモノ」は、Friendsの1枚目シングル。2008年11月5日にスターチャイルドから発売された。

## 概要
表題曲「ニセモノ」は、テレビアニメ『今日の5の2』のオープニングテーマとして使用された。エンディングテーマにもなっているカップリング曲『secret base 〜君がくれたもの〜』は、ZONEの3rdシングルのカバー曲である。ジャケットには、佐藤リョータと小泉チカがプリントされている。

## 収録曲
1. ニセモノ [4:33]
作詞：只野菜摘 / 作曲・編曲：植木瑞基
  - テレビアニメ『今日の5の2』オープニングテーマ
2. secret base 〜君がくれたもの〜 [4:46]
作詞・作曲：町田紀彦 / 編曲：YUPA
  - テレビアニメ『今日の5の2』エンディングテーマ
3. ニセモノ（off vocal ver）
4. secret base 〜君がくれたもの〜（off vocal ver）